# Blinky (Sängerin)
Sondra „Blinky“ Williams (* 21. Mai 1944 in Oakland, Kalifornien) ist eine US-amerikanische Blues-, Gospel- und Soul-Sängerin, die von 1968 bis 1973 bei Motown unter Vertrag war. In den Vereinigten Staaten ist sie besonders als Sängerin der Titelmelodie der 1970er-Jahre-Sitcom Good Times in Erinnerung geblieben.

## Anfänge
Blinky kam 1944 als Sondra Williams in Oakland zur Welt und wuchs in Los Angeles auf. Als Pfarrerstochter sang sie bereits im Alter von sechs Jahren im Kirchenchor. Jeder in ihrer Familie war musikalisch und spielte ein oder mehrere Instrumente. In ihrer Jugend hörte sie unter anderem Sam Cooke, Nancy Wilson, Mahalia Jackson und Nat King Cole.
Nach vereinzelten Singles bei Tri-Disc und Vee-Jay veröffentlichte sie 1967 unter ihrem Geburtsnamen bei Atlantic Records das Gospel-Album Hark the Voice.

## Motown
1968 bekam sie einen Plattenvertrag bei Motown, wo sie fortan einen Spitznamen aus ihrer Kindheit, Blinky (vom Englischen „to blink“ = blinzeln) als Künstlernamen verwendete. Man stellte ihr das Produzenten- und Komponistenduo Ashford & Simpson (Nickolas Ashford und Valerie Simpson) zur Seite, deren Song I Wouldn't Change the Man He Is am 7. November 1968 als Blinkys erste Motown-Single veröffentlicht wurde (die B-Seite, I'll Always Love You, stammte aus der Feder von Ed Cobb, der für sein Stück Tainted Love bekannt ist). I Wouldn't Change the Man He Is war kein Charterfolg, wurde aber 1970 von Diana Ross für ihr erstes Solo-Album neu aufgegriffen.
Inspiriert durch die erfolgreichen Duette von Marvin Gaye und Tammi Terrell brachte man Blinky 1969 mit Edwin Starr zusammen, der bereits mehrere Chart-Hits verzeichnen konnte. Zusammen veröffentlichten sie 1969 die Single Oh How Happy und das Album Just We Two auf dem Motown-Tochterlabel Gordy.
Der erwünschte Charterfolg blieb aus. Das bereits vollständig aufgenommene und abgemischte erste Solo-Album von Blinky, das den Titel Sunny and Warm und die Katalognummer Motown MS-712 tragen und 1970 herauskommen sollte, wurde daraufhin gestrichen. Gleiches geschah mit der wieder von Ashford und Simpson geschriebenen zweiten Single, How You Gonna Keep It (After You Get It), die mit dem von Jimmy Webb geschriebenen Stück This Time Last Summer auf der B-Seite für eine Veröffentlichung im Juni 1970 (Katalognummer Motown M-1168) geplant war.
Dieser Trend sollte sich durch Blinkys gesamte Motown-Karriere ziehen. Die Plattenfirma schickte ihre Künstler regelmäßig ins Tonstudio und ließ sie unzählige Nummern aufnehmen, bei ausbleibendem kommerziellen Erfolg kam davon aber nur sehr wenig ans Tageslicht.
Blinky arbeitete in diesem Zeitraum mit einer Reihe von Motowns bekanntesten Produzenten wie Hal Davis, Clay McMurray oder Frank Wilson zusammen, der vor allem für seine Platten mit den Supremes, den Miracles, den Temptations und Brenda Holloway bekannt ist. Sie nahm Lieder in verschiedenen Stilrichtungen von Otis Redding, Jimmy Webb, Pamela Sawyer, Norma Toney, Sylvia Moy, Thom Bell, James Taylor, Jerry Butler, Graham Gouldman, Stevie Wonder, Mick Jagger/Keith Richards, und Lennon/McCartney auf.
Das für eine Veröffentlichung im Mai/Juni 1972 vorgesehene zweite Album Blinky bekam ebenfalls eine Katalognummer (MoWest 111) zugeteilt, wurde aber letztendlich verworfen und nicht veröffentlicht. Das gleiche Schicksal ereilte auch das dritte Album, Softly (Katalognummer Motown 770, April 1973). Es folgten nur noch drei weitere Singles, darunter eine Version des Blues-Standards T'ain't Nobody's Bizness If I Do, die 1972 auf dem Soundtrack-Album von Lady Sings the Blues enthalten war.

## Nach Motown
Nachdem Blinkys Zeit bei Motown zu Ende gegangen war, konzentrierte sie sich wieder hauptsächlich auf Gospelmusik, solo sowie als Teil der Kirchengesangsgruppe The Cogic Singers. Zudem trat sie von da an wieder unter ihrem Geburtsnamen auf.
Eine breitere Bekanntheit erlangte sie als die Stimme der Titelmelodie der von 1974 bis 1979 auf CBS ausgestrahlten Familien-Sitcom Good Times.
Im Verlauf der Jahre konnte Blinky eine Anhängerschaft unter Fans von Soulmusik im Allgemeinen und Motown im Besonderen für sich gewinnen. Zu ihrem relativ kleinen veröffentlichten Katalog kamen im Lauf der Jahre sporadische Veröffentlichungen von Liedern, die sie in ihrer Zeit bei Motown aufgenommen hatte, darunter ihre Version von God Bless the Child von 1970 auf den Compilation-Alben Motortown Revue Live (Motown MS 688, July 1969) und Rock Gospel – The Key to the Kingdom (Motown M 743L, Oktober 1971), ihre Version des Marvelettes-Klassikers The Hunter Gets Captured by the Game von 1968 auf der CD Motown Sings Motown Treasures (1998) und Can I Get a Witness auf A Cellarful of Motown! Volume 3 (2007).
Am 31. Oktober 2009 stand Blinky zusammen mit Sharon Jones bei einem Konzert der Rockband Phish beim Festival 8 in Indio (Kalifornien) auf der Bühne.
Die Anfrage nach mehr Material von Blinky führte zur Online-Kampagne „Free Blinky From the Vaults“ und wurde schließlich so groß, dass die Plattenfirma Real Gone Music zum 60. Jahrestag der Gründung Motowns im Jahr 2019 eine Doppel-CD mit dem gesamten Motown-Katalog Blinkys aus den Jahren 1968 bis 1973 veröffentlichte.

## Diskografie

### Studioalben
- 1967: Hark the Voice (Atlantic SD R-003) – als Sondra Williams
- 1969: Just We Two (Gordy GS 945) – mit Edwin Starr
- 1970: Sunny and Warm (Motown 712) – unveröffentlicht
- 1972: Blinky (MoWest 111) – unveröffentlicht
- 1973: Softly (Motown 770) – unveröffentlicht

### Singles
- 1963: "A Bird In the Hand" / "Surprise Party" (Tri Disc 108) – als Lindy Adams
- 1964: "He's Got the Whole World in His Hands" / "Heartache" (Vee-Jay VJ 941) – als Sondra Williams
- 1967: "He's Got the Whole World in His Hands" / "Hark the Voice" (Atlantic 45-7552) – als Sondra Williams
- 1967: "God Bless the Child" / "Heartaches" (Atlantic 45-2432) – als Sondra Williams
- 1968: "I Wouldn't Change the Man He Is" / "I'll Always Love You" (Motown M-1134)
- 1969: "Oh How Happy" / "Ooo Baby Baby" (Gordy G 7090) – mit Edwin Starr
- 1970: "How You Gonna Keep It (After You Get It)" / "This Time Last Summer" (Motown M-1168) – unveröffentlicht
- 1972: "Money (That’s What I Want)" / "For Your Precious Love" (MoWest MW 5019F)
- 1973: "T'ain't Nobody's Bizness If I Do" / "What More Can I Do" (MoWest 5033F)
- 1973: "You Get a Tangle In Your Lifeline" / "This Man of Mine" (Motown M 1233F)
- 1974: "Walk With Me Jesus" / "When Love Calls Your Name" (Reprise REP 1197) – als Blinky Williams

### Compilations
- 2019: Heart Full of Soul: The Motown Anthology (Real Gone Music RGM-0852)